# Wienerova cena za aplikovanou matematiku
Wienerova cena za aplikovanou matematiku (Norbert Wiener Prize in Applied Mathematics) je ocenění udělované matematikům za výjimečný přínos v oblasti aplikované matematiky. Cenu udělují společně Americká matematická společnost a Společnost pro průmyslovou a aplikovanou matematiku. Laureát musí být členem jedné z těchto společností a zároveň musí být občanem USA, Kanady nebo Mexika. Cena je udělována od roku 1970. Do roku 2000 byla udělována každých pět let, od roku 2000 je udělována každé tři roky. Součástí ceny je také finanční odměna ve výši $5000. Cena byla založena roku 1967 na počest profesora Norberta Wienera.
| Rok  | Nositel                              | Důvod                                                                  |
| ---- | ------------------------------------ | ---------------------------------------------------------------------- |
| 1970 | Richard Bellman                      | Dynamické programování                                                 |
| 1975 | Peter Lax                            | Parciální diferenciální rovnice a teorie rozptylu                      |
| 1980 | Tošio Kató                           | Teorie perturbací a kvantová mechanika                                 |
| 1980 | Gerald Whitham                       | Dynamika tekutin                                                       |
| 1985 | Clifford Gardner                     | Nadzvuková aerodynamika, fyzika plazmatu a magnetohydrodynamika        |
| 1990 | Michael Aizenman                     | Statistická mechanika, teorie fázových prechodů a kvantová teorie pole |
| 1990 | Jerrold Eldon Marsden                | Diferenciální rovnice v mechanice a teorie chaosu                      |
| 1995 | Hermann Flaschka                     | Integrovatelné systémy                                                 |
| 1995 | Ciprian Foias                        |                                                                        |
| 2000 | Alexandre Chorin                     |                                                                        |
| 2000 | Arthur Winfree                       |                                                                        |
| 2004 | James Sethian                        |                                                                        |
| 2007 | Harold Widom                         |                                                                        |
| 2007 | Craig Arnold Tracy                   |                                                                        |
| 2010 | David Donoho                         |                                                                        |
| 2013 | Andrew Majda                         |                                                                        |
| 2016 | Constantine M. Dafermos              |                                                                        |
| 2019 | Marsha Bergerová a Arkadi Nemirovski |                                                                        |
| 2022 | Eitan Tadmor                         |                                                                        |